# Pontaster
Pontaster is een geslacht van zeesterren uit de familie Benthopectinidae.

## Soort
- Pontaster tenuispinus (Düben & Koren, 1846)